# Golden Gala 2010
Golden Gala 2010 byl lehkoatletický mítink, který se konal 10. června 2010 v italském městě Řím. Byl součástí série mítinků Diamantové ligy 2010.

## Výsledky
- Archiv výsledků zde [1]

### Muži
| Disciplína     | 1. místo                   | 2. místo                   | 3. místo                |
| 200 m          | Walter Dix 19,86           | Wallace Spearmon 20,05     | Paul Hession 20,60      |
| 400 m          | Jeremy Wariner 44,73       | Angelo Taylor 44,74        | Chris Brown 45,05       |
| 5000 m         | Imane Merga 13:00,12       | Sammy Alex Mutahi 13:00,12 | Moses Kipsiro 13:00,15  |
| 110 m překážek | Dayron Robles 13,14        | Dwight Thomas 13,31        | Ryan Brathwaite 13,34   |
| Skok daleký    | Dwight Phillips 842 cm     | Irving Saladino 813 cm     | Fabrice Lapierre 811 cm |
| Vrh koulí      | Christian Cantwell 21,67 m | Dylan Armstrong 21,46 m    | Reese Hoffa 21,15 m     |
| Hod diskem     | Piotr Małachowski 68,78 m  | Gerd Kanter 67,69 m        | Zoltán Kővágó 67,26 m   |

### Ženy
| Disciplína      | 1. místo                        | 2. místo                    | 3. místo                              |
| 100 m           | Lashauntea Moore 11,04          | Chandra Sturrupová 11,14    | Tahesia Harrigan 11,17                |
| 800 m           | Halima Hachlaf 1:58,40          | Janeth Jepkosgei 1:58,85    | Jennifer Meadowsová 1:58,89           |
| 400 m překážek  | Lashinda Demusová 52,82         | Kaliese Spencerová 53,48    | Natalja Anťuchová 54,00               |
| 3000 m překážek | Milcah Chemos Cheywaová 9:11,71 | Gladys Kipkemboi 9:13,22    | Lydia Rotich 9:19,01                  |
| Skok do výšky   | Blanka Vlašičová 203 cm         | Chaunté Loweová 203 cm      | Levern Spencerová 195 cm              |
| Skok o tyči     | Fabiana Murerová 470 cm         | Silke Spiegelburgová 470 cm | Jiřina Svobodová Anna Rogowská 460 cm |
| Trojskok        | Yargelis Savigneová 14,74 m     | Olga Rypakovová 14,74 m     | Olga Saladuchová 14,44 m              |
| Hod oštěpem     | Barbora Špotáková 68,66 m       | Sunette Viljoenová 63,04 m  | Vira Rebryková 62,44 m                |